# Hobbs in a Hurry
Hobbs in a Hurry è un film muto del 1918 diretto da Henry King.

## Trama
J. Warren Hobbs, ricco magnate, vuole acquisire una miniera che si è rivelata ricca di tungsteno. Manda perciò suo figlio, Warren junior, a trattare con il proprietario, Louis Willoughby. Intorno alla compravendita della miniera si intreccia una serie di disavventure e di equivoci provocati da Lord Willoughby, il gemello del proprietario, che, approfittando della somiglianza con il fratello, imbroglia Renshaw, rivale in affari di Hobbs, vendendogli - senza averne alcun diritto - la miniera.

## Produzione
Il film fu prodotto dalla William Russell Productions Inc. e American Film Company.

## Distribuzione
Il copyright del film, richiesto dalla American Film Co., Inc., fu registrato il 13 ottobre 1918 con il numero LP12979. Distribuito dalla Pathé Exchange, il film uscì nelle sale cinematografiche USA il 6 ottobre 1918. In Svezia, con il titolo Ingen rast ingen ro..., fu distribuito il 13 settembre 1920.